# Заорский, Януш
Януш Заорский (пол. Janusz Zaorski; 19 сентября 1947, Варшава) — польский кинорежиссёр
, сценарист, педагог и актёр. Доктор изящных искусств. Представитель направления кино морального беспокойства в польском кино. Руководитель Национального совета по телерадиовещанию (1994—1995).

## Биография
Сын руководителя кинематографа Польши в конце 1950-х — 1960-х годах.
В 1969 году окончил Национальную киношколу в Лодзи. В 1970 году дебютировал как независимый режиссёр, в 1971 году снял свой первый полнометражный фильм.
В 1987 году был избран председателем Польской федерации кинематографических обществ (Polska Federacja Dyskusyjnych Klubów Filmowych). В 1987—1990 годах был председателем Польской федерации кинодискуссионных клубов. Был художественным руководителем киногруппы «Дом» (с 1988), членом Кинематографического комитета Польши (1987—1989), президентом Комитета по радио и телерадиовещанию (1991—1992), президентом Национального совета Национального совета по телерадиовещанию (Krajowa Rada Radiofonii i Telewizji ; 1994—1995), член Европейской киноакадемии, Польской киноакадемии, Союза польских кинематографистов.
В 2005 году стал преподавателем режиссёрского факультета Театральной академии им. А. Зельверовича в Варшаве. В 2009 году получил степень доктора изящных искусств в области режиссуры.
Неоднократно награждался на национальных и международных фестивалях.
Я. Заорский снимает, в основном, психологические драмы, комедии и сериалы.

## Избранная фильмография
- 1970: Na dobranoc (режиссёр, сценарист)
- 1972: Uciec jak najbliżej (режиссёр, сценарист)
- 1972: Капризы Лазаря (режиссёр)
- 1974: Awans (режиссёр)
- 1974: Chleba naszego powszedniego (режиссёр, сценарист)
- 1975: Partita na instrument drewniany (режиссёр, сценарист)
- 1976—1977: Zezem (режиссёр, сценарист)
- 1977: Pokój z widokiem na morze (режиссёр, сценарист)
- 1978: Zaległy urlop (режиссёр, сценарист)
- 1980: Punkt widzenia (режиссёр)
- 1981: Dziecinne pytania(режиссёр)
- 1982: Matka Królów (режиссёр, сценарист)
- 1984: Baryton (режиссёр)
- 1984: Zabawa w chowanego (режиссёр)
- 1985: Jezioro Bodeńskie (режиссёр, сценарист)
- 1987: Do domu (режиссёр, сценарист)
- 1988: Piłkarski poker (режиссёр)
- 1989: Goryl, czyli ostatnie zadanie…(режиссёр)
- 1991: Panny i wdowy (режиссёр)
- 1997: Szczęśliwego Nowego Jorku (режиссёр, сценарист)
- 1997—1998: Złotopolscy (режиссёр)
- 2002: Haker (режиссёр, сценарист)
- 2002: Biało-czerwono-czarny (режиссёр, сценарист)
- 2004: Cudownie ocalony (режиссёр)
- 2005: Lekarz drzew (режиссёр, сценарист)
- 2006: Mundial biało-czerwonych: trzej przyjaciele z boiska (режиссёр, сценарист)
- 2013: Польская сибириада (режиссёр)
- 2016: Pokolenia (режиссёр, сценарист)

Как театральный режиссёр поставил ряд пьес, в том числе, Э. Колдуэлла, Я. Гашека, польских драматургов.

## Награды
- 1975 — Второй главный приз за фильм «Продвижение», Гдыньский кинофестиваль
- 1978 — премия «Серебряный леопард» Кинофестиваля в Локарно,
- 1978 — премия Международной федерации кинопрессы
- 1984 — премия на Монреальском кинофестивале
- 1985 — «Серебряные львы Гданьска»
- 1986 — Гран-при «Золотой леопард» за фильм «Боденское озеро» на XXXIX МКФ в Локарно
- 1988 — «Серебряный медведь» в номинации «Выдающиеся личные достижения» и премия ФИПРЕССИ за фильм «Мать королей», 38-й Берлинский международный кинофестиваль и др.